# 三溪園

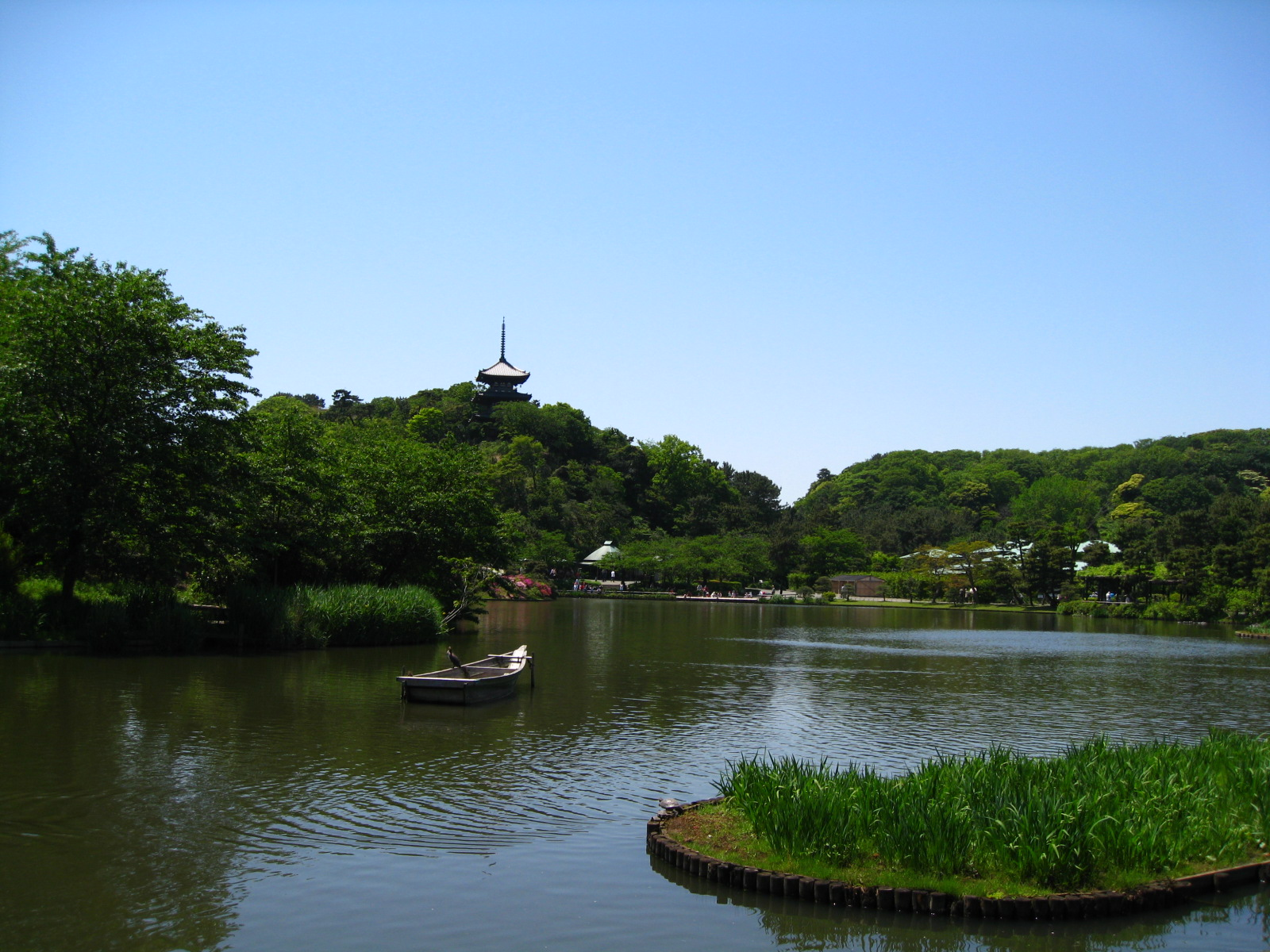
三溪園

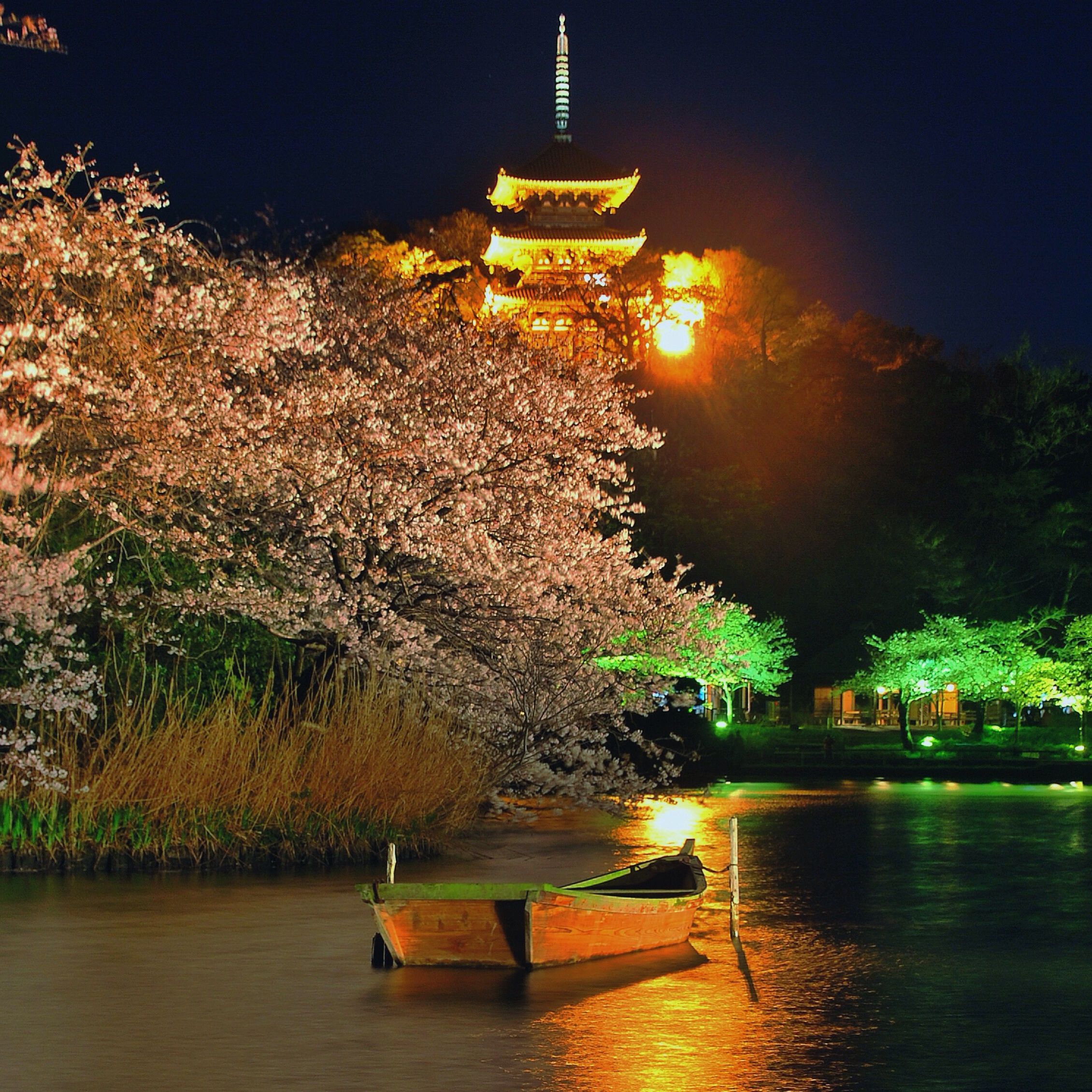

三溪園（日语：さんけいえん）是位於日本横濱市中區的一座庭園，面積17.5公頃，內有17棟日式建築。三溪園的造園者是實業家、茶道家原富太郎，造園於1906年，現在由公益財團法人三溪園保勝會運營。2006年11月17日，三溪園被日本政府指定為名勝。

## 外部連結
- 三溪園（页面存档备份，存于）（財団公式サイト）